# Eucelatoria eucelatorioides
Eucelatoria eucelatorioides är en tvåvingeart som först beskrevs av Blanchard 1963.  Eucelatoria eucelatorioides ingår i släktet Eucelatoria och familjen parasitflugor. Inga underarter finns listade i Catalogue of Life.